# Alfred Spirli
Alfred Spirli (* 10. Juni 1957 in Bourgoin-Jallieu) ist ein französischer Jazzmusiker (Schlagzeug, Perkussion).

## Leben und Wirken
Spirli begann sich 1972 autodidaktisch mit dem Schlagzeugspiel zu beschäftigen; erste professionelle Erfahrungen sammelte er 1977 im Pariser Auftrittsort Golf-Drouot. In den 1980er-Jahren betätigte er sich als Straßenmusiker und trat auf Festivals auf; 1984 spielte er in der Kompagnie Délice Dada. 1987 gründete er die Compagnie MusicaBrass, mit der er im In- und Ausland tourte; außerdem arbeitete er mit Theaterkompagnien und der von ihm mitbegründeten Compagnie Spirli/Deschamps. Im Bereich des Jazz spielte er ferner mit Yves Robert, Philippe Deschepper, François Raulin, Tom Cora, Noël Akchoté, Thierry Madiot/Margrit Rieben und Karim Sebbar.
Ab den 1990er-Jahren betätigte sich Spirli vorwiegend als Musikpädagoge, u. a. 1992/9 mit Workshops im Rahmen des Festivals Banlieues Bleues und an Dependancen des CFMI in Poitiers, Lyon und Lille. Seit 1997 ist er Mitglied der Association à la Recherche d’un Folklore Imaginaire (ARFI) und spielte hauptsächlich in der Formation L’Effet Vapeur, mit der er das musikalische Trickfilm-Projekt Bobines Mélodies (2008) realisierte. Des Weiteren arbeitete er mit Norbert Stein, Julyen Hamilton, Marc François, Jean-Paul Autin, Xavier Garcia und seit 2004 in der ARFI-Bigband Marmite Infernale. Mit Jean-Marc François schrieb Spirli das Musiktheater La Souplesse de la Baleine. Im Bereich des Jazz war er zwischen 1967 und 2016 an Aufnahmesessions beteiligt.

## Diskographische Hinweise
- Yves Robert: Tout de suite (Deux Z, 1994)
- L’Effet Vapeur: Pieces et Accessoires (ARFI, 1997), mit Jean-Paul Autin, Xavier Garcia sowie Jacques Veille
- 32 Janvier: Invite Paul Rogers et Fred Frith  (ARFI, 1999), mit Maurice Merle, Xavier Garcia, Lucia Recio sowie Fred Frith, Paul Rogers
- L’Effet Vapeur: Je pense que (ARFI, 2002), mit Jean-Paul Autin, Xavier Garcia
- L’Effet Vapeur: Bobines Mélodies (ARFI, 2002)
- La Marmite Infernale & Nelson Mandela Metropolitan Choir: Sing for Freedom (ARFI, 2004)
- La Marmite Infernale: Envoyez la suite (ARFI, 2007)
- La Marmite Infernale: Le cauchemar d’Hector (ARFI, 2012)
- Pascal Berne, Michel Mandel, François Raulin Sati(e)rik Excentrik (La Forge, 2013, mit Gilles Arbona, David Chevallier, Christophe Monniot, François Thuillier)
- La Marmite Infernale: Les Hommes… maintenant! (ARFI, 2016)